# Hate to Say I Told You So
Hate to Say I Told You so est le second single du groupe The Hives.

## Charts
- # 23 : Grande-Bretagne
- # 86 : États-Unis